# Lee Hi
Lee Hi (koreanisch 이하이, bürgerlich Lee Ha-yi; * 23. September 1996 in Bucheon, Südkorea) ist eine südkoreanische Singer-Songwriterin. Bekannt wurde sie durch ihre Teilnahme an der ersten Staffel der SBS-Fernsehsendung „K-Pop Star“. Der offizielle Fanclub-Name von Lee Hi lautet: „Hice Cream“.

## Karriere

### 2012: Entdeckung und Debüt
Von Dezember 2011 bis April 2012 nahm die damals fünfzehnjährige Lee Hi an der ersten Staffel der SBS-Fernsehsendung K-pop Star teil. Dort konnte sie den zweiten Platz hinter Park Ji-min erreichen und unterschrieb in der Folge einen Vertrag bei YG Entertainment. Ursprünglich war geplant, dass Lee Hi Mitglied der Girlgroup „SuPearls“ wird. Es kam jedoch nie zum Debüt der Gruppe und YG Entertainment gab bekannt, dass sie als Solokünstlerin weitermachen würde. Noch vor ihrem offiziellen Debüt nahm sie das Lied It’s Cold zusammen mit der Hip-Hop-Gruppe Epik High auf, das auf Platz 1 der Gaon Charts gelangte.
Am 28. Oktober veröffentlichte Lee Hi ihre erste Single 1,2,3,4. Die Single stieg auf Platz 1 der Charts ein und konnte den Platz weitere zwei Wochen verteidigen. Bereits am 22. November erschien die zweite Single Scarecrow (허수아비), die es auf Platz 3 der Charts schaffte.

### 2013:First Loveund BOM&HI
Am 7. März 2013 erschien First Love als Mini-Album mit 5 Songs zusammen mit der Single It’s Over. Das Mini-Album war nur als Download erhältlich. Drei Wochen später, am 28. März, erschien First Love als komplettes Studioalbum zusammen mit der Single Rose.
Im Dezember kam es zur Zusammenarbeit mit Park Bom von 2NE1. Am 20. Dezember veröffentlichten die beiden Sängerinnen unter dem Namen BOM&HI die Single All I Want for Christmas Is You.

### 2014–2016: Weitere Gemeinschaftsproduktionen undSeoulite
Am 11. November 2014 veröffentlichte Lee Hi zusammen mit Soo-hyun von Akdong Musician unter dem Namen Hi Suhyun die Single I’m Different (나는 달라). Die Single schaffte es auf Platz 1 der Charts.
Am 9. März 2016 erschien die erste Hälfte des neuen Albums Seoulite zusammen mit zwei Singles: Breathe (한숨) und Hold My Hand (손잡아 줘요). Breathe schaffte es auf Platz 1 aller großen Digital Charts und erreichte somit einen „all-kill“. Auch hier war das halbe Album nur als Download erhältlich. Das komplette Album Seoulite wurde am 20. April zusammen mit der Single My Star veröffentlicht. Seoulite war zunächst nur als Download erhältlich, die CDs kamen am 27. April in die Läden.

### 2017–heute: 24°C und Vertragsende bei YG Entertainment
Im Januar 2017 wurde bekannt, dass Lee Hi zusammen mit Davey Nate an einem neuen Album arbeitet. Das Comeback war ursprünglich für September geplant, verzögerte sich aber immer weiter. Am 25. Oktober sagte YG Entertainment, dass Lee Hi noch an dem Album arbeite und dass es noch 2017 veröffentlicht würde. Ein konkretes Datum wurde allerdings nicht genannt.
Am 30. Mai 2019 erschien schließlich das neue Album 24 °C.
Am 31. Dezember 2019 gab YG Entertainment bekannt, dass Lee His Vertrag mit der Agentur ausgelaufen sei und sie entschieden habe ihn nicht zu verlängern und die Agentur zu verlassen.
Am 23. Juli 2020 erschien Lee His neue Single Holo. Einen Tag zuvor gab das Hip-Hop-Label AOMG bekannt, einen Vertrag mit der Sängerin abgeschlossen zu haben.

### 2021: 4 Only
Am 9. September 2021 erschien Lee His drittes koreanisches Studio-Album 4 ONLY mit dem Titelsong 구원자 (Savior) welcher Ex-Ikon Mitglied B.I. erneut featured.

## Diskografie

### Alben
| Jahr                 | Titel Musiklabel                         | Höchstplatzierung, Gesamtwochen, AuszeichnungChartplatzierungen (Jahr, Titel, Musiklabel, Platzierungen, Wochen, Auszeichnungen, Anmerkungen) | Höchstplatzierung, Gesamtwochen, AuszeichnungChartplatzierungen (Jahr, Titel, Musiklabel, Platzierungen, Wochen, Auszeichnungen, Anmerkungen) | Anmerkungen                             |
| Jahr                 | Titel Musiklabel                         | KR | JP | Anmerkungen                             |
| -------------------- | ---------------------------------------- | --- | --- | --------------------------------------- |
| Südkoreanische Alben |                                          | | |                                         |
|                      |                                          | | |                                         |
| 2013                 | First Love YG Entertainment, Genie Music | KR3 (11 Wo.)KR | — | Erstveröffentlichung: 28. März 2013     |
| 2016                 | Seoulite YG Entertainment, Genie Music   | KR9 (8 Wo.)KR | — | Erstveröffentlichung: 20. April 2016    |
| 2021                 | 4 Only AOMG                              | KR18 (1 Wo.)KR | — | Erstveröffentlichung: 9. September 2021 |
| Japanische Alben     |                                          | | |                                         |
|                      |                                          | | |                                         |
| 2018                 | Lee Hi Japan Debut Album YGEX            | — | JP70 (1 Wo.)JP | Erstveröffentlichung: 21. März 2018     |

### EPs
| Jahr | Titel Musiklabel                | Höchstplatzierung, Gesamtwochen, AuszeichnungChartsChartplatzierungen (Jahr, Titel, Musiklabel, Platzierungen, Wochen, Auszeichnungen, Anmerkungen) | Anmerkungen                        |
| Jahr | Titel Musiklabel                | KR | Anmerkungen                        |
| ---- | ------------------------------- | --- | ---------------------------------- |
| 2019 | 24 °C YG Entertainment, YG Plus | KR11 (3 Wo.)KR | Erstveröffentlichung: 30. Mai 2019 |

### Singles
| Jahr | Titel Album                         | Höchstplatzierung, Gesamtwochen, AuszeichnungChartsChartplatzierungen (Jahr, Titel, Album, Platzierungen, Wochen, Auszeichnungen, Anmerkungen) | Anmerkungen                                           |
| Jahr | Titel Album                         | KR | Anmerkungen                                           |
| ---- | ----------------------------------- | --- | ----------------------------------------------------- |
| 2012 | 1,2,3,4 First Love                  | KR1 (18 Wo.)KR |                                                       |
| 2012 | Scarecrow (허수아비) First Love     | KR3 (8 Wo.)KR |                                                       |
| 2013 | It’s Over First Love                | KR3 (9 Wo.)KR |                                                       |
| 2013 | Rose First Love                     | KR1 (13 Wo.)KR |                                                       |
| 2013 | All I Want for Christmas Is You –   | KR17 (2 Wo.)KR | mit Park Bom                                          |
| 2014 | I’m Different (나는 달라) Seoulite  | KR1 (17 Wo.)KR | mit Lee Suhyun, feat. Bobby                           |
| 2016 | Breathe (한숨) Seoulite             | KR2 (43 Wo.)KR |                                                       |
| 2016 | Hold My Hand (손잡아 줘요) Seoulite | KR8 (11 Wo.)KR |                                                       |
| 2016 | My Star Seoulite                    | KR9 (6 Wo.)KR |                                                       |
| 2019 | No One (누구 없소) 24 °C            | KR2 (14 Wo.)KR | Erstveröffentlichung: 30. Mai 2019 feat. B.I von IKON |
| 2020 | Holo (홀로) –                       | KR7 (72 Wo.)KR | Erstveröffentlichung: 23. Juli 2020                   |
| 2020 | For You –                           | KR45 (6 Wo.)KR | Erstveröffentlichung: 2020 feat. Crush                |
| 2021 | Only 4 Only                         | KR93 (1 Wo.)KR | Erstveröffentlichung: 2021                            |
| 2021 | Red Lipstick (빨간립스틱) 4 Only    | KR30 (7 Wo.)KR | Erstveröffentlichung: 2021 feat. Yoon Mi-rae          |
| 2023 | Alley (골목길) –                    | KR96 (1 Wo.)KR | Erstveröffentlichung: 2023 feat. Sung Si-kyung        |
| 2024 | My Beloved (그대가 해준 말) –       | KR163 (1 Wo.)KR | Erstveröffentlichung: 2024                            |

## Auszeichnungen

### Awards
| Jahr | Award                   | Kategorie                   | Für     |
| ---- | ----------------------- | --------------------------- | ------- |
| 2013 | Golden Disk Awards      | Best Rookie Award           | 1,2,3,4 |
| 2013 | Gaon Chart K-Pop Awards | Digital Single of November  | 1,2,3,4 |
| 2013 | Seoul Music Awards      | Best New Artist             | 1,2,3,4 |
| 2014 | Korean Music Awards     | Female Musician of the Year | Lee Hi  |
| 2017 | Golden Disk Awards      | Digital Bonsang             | Breathe |

### Musikshows
| Jahr | Datum        | Titel                         |
| ---- | ------------ | ----------------------------- |
| 2013 | 24. März     | It’s Over                     |
| 2013 | 14. April    | Rose                          |
| 2014 | 23. November | I’m Different (als Hi Suhyun) |
| 2016 | 20. März     | Breathe                       |
| 2019 | 16. Juni     | No One                        |

| Jahr | Datum        | Titel     |
| ---- | ------------ | --------- |
| 2012 | 8. November  | 1,2,3,4   |
| 2012 | 15. November | 1,2,3,4   |
| 2012 | 22. November | 1,2,3,4   |
| 2013 | 21. März     | It’s Over |
| 2013 | 11. April    | Rose      |
| 2016 | 17. März     | Breathe   |
| 2019 | 6. Juni      | No One    |